# Car Wars
Car Wars est un jeu de société de combat édité par Steve Jackson Games. C'est un jeu de guerre à l'échelle sub-tactique.

## Présentation
Dans Car Wars, les joueurs contrôlent un ou plusieurs véhicules motorisé à roues : voiture, moto, tricyle, camion, semi-remorque…
Les véhicules sont généralement équipés d'armes lourdes, améliorés avec des accessoires (roues renforcées, pare-chocs de combat…) et des éléments défensifs (blindage). De nombreuses configurations sont possibles pour être ensuite testées en jeu.
Car Wars propose de nombreux scénarios et permet aux joueurs de faire leur propres scénarios. Les objectifs du jeu peuvent se limiter à des défis simple ou prendre l'aspect d'une arène dans laquelle le gagnant empoche un prix virtuel qui lui permet d'améliorer son véhicule pour le round suivant.

## Histoire du jeu
Car Wars est d'abord publié aux États-Unis dans un petit sachet plastique zipable, en 1980. Le jeu gagne le prix du meilleur jeu de société de science fiction du Charles Roberts Origins Award en 1981. SJGames sort une extension pour le jeu de société Convoy: A programmed Car Wars Adventure pour 1 à 6 joueurs en 1984.
10 ans plus tard, le jeu jouit d'une importante popularité et est disponible dans de nombreuses versions, toujours plus complètes et plus luxueuses. À son apogée, à la fin des années 1980, il est disponible en tant que jeu informatique sous le nom d'Autoduel, publié par Origin Systems.
La popularité du jeu décline au cours des années 1990, jusqu'au point où Steve Jackson Games cesse de le faire évoluer. Le dernier supplément officiel pour le jeu original est publié dans le magazine en ligne Pyramid.
Le monde de Car Wars et d'Autoduel America sont développés pour le jeu de rôle en 1987 en tant que supplément pour Gurps, sous le nom GURPS Autoduel. Le supplément Gurps connaît deux éditions. Une série de suppléments, AADA Road Atlas and Survival Guides, sont publiés à la fin des années 1980 et début des années 1990 tant pour le jeu de rôle que pour le jeu de société.
En 2001, Steve Jackson Games édite une toute nouvelle version de Car Wars, repensée pour un nouveau public ; le jeu gagne en simplicité et en rapidité. Le marketing inhabituel mis en œuvre, consistant à saupoudrer les éléments du jeu dans des suppléments redondants, reçoit un accueil mitigé. Le succès demeure néanmoins suffisant pour que le jeu soit toujours imprimé quatre ans plus tard.
Un fan club, l'American Autoduel Association (AADA) continue à suivre le jeu original et organise des tournois.
Le jeu de société et le jeu de rôle Car Wars ont été traduits en français par Croc.
En mars 2015, l'éditeur SJGames fait une campagne de financement participatif pour sortir des plans d'arène sous le nom Car Wars lassic Arenas. La campagne est un succès avec plus de 1 600 contributeurs et plus de 100 000 USD collectés. En janvier 2019, il lance une campagne pour rééditer des jeux au format « poche » (dans des petites boîtes), ce qui inclut Car Wars,.
En novembre 2019, l'éditeur lance une nouvelle campagne pour la publication de la 6e édition du jeu. C'est un nouveau succès avec presque 4 000 contributeurs et plus de 650 000 USD collectés (pour un objectif de 80 000 USD).

## Œuvres dérivées

### Jeux vidéo
En 1985, Car Wars a inspiré un jeu informatique nommé Autoduel, édité par Origin Systems, pour plusieurs ordinateurs de l'époque. Le jeu Interstate '76, paru en 1997, est lui aussi largement inspiré de Car Wars.

### Livres-jeux
Steve Jackson a écrit une série de six livres-jeux, Car Wars Adventure Gamebooks édités par T.S.R. pour les cinq premiers, dont deux titres ont été édités en France par Hachette dans la collection Livre Interactif, sous le nom Car Wars :
- À Fond la caisse (Battle Road), Steve Jackson, 1986 ;
- Panne sèche (Fuel's Gold), Steve Jackson, Creede Lambard, Sharleen Lambard, 1986 ;
- Dueltrack, Scott haring,  (ISBN 978-0-88038-443-8) ;
- Badlands Run, Creede Lambard, Sharleen Lambard, 1987,  (ISBN 978-0-88038-444-5) ;
- Green Circle Blues, Scott Haring, 1987,  (ISBN 978-0-88038-445-2) ;
- Mean Streets: Battle and Intrigue in the Ruins of Houston, W.G. Armintrout, SJGames, 1987,  (ISBN 978-1-55634-175-5).